# Бенжереп 2-й
Бенжереп 2-й — село в Новокузнецком районе Кемеровской области России. Входит в состав Кудеевского сельского поселения.

## География
Село находится в 72 километрах от Новокузнецка. Расположено на левом берегу реки Бенжереп. Площадь населённого пункта — 134 га.

## История
Село возникло в конце XIX века, входило в состав Сары-Чумышской волости Кузнецкого уезда. Ввиду большой доли шорского населения именовалось Бенжереп-улус. Впоследствии названо Бенжереп 2-й для различения с селом Бенжереп 1-й, расположенным выше по реке Бенжереп и образованным раньше (в 1881 году).
В 1939 году в Бенжерепе-2 была закрыта церковь. В советское время в селе действовали колхоз «26 июня» и промысловая артель. 112 жителей села погибли на фронтах Великой Отечественной войны, памятник обновлен в 1995 году, добавлены фамилии павших.

## Население
Численность населения села Бенжереп 2-й — 146 человек, из них 76 мужчин и 70 женщин (2010). Население преимущественно русское.

## Инфраструктура
Главная улица села — Центральная. Другие улицы: Береговая, Дачная, Зелёная, Луговая, Озёрная, Подгорная.
В посёлке имеются фельдшерско-акушерский пункт и магазин. Школа закрыта, дети учатся в школах сёл Сары-Чумыш и в Бенжереп 1-й.
Долгое время в Бенжерепе 2-м действовал единственный на юге Кемеровской области сельский семейный детский дом.
В селе установлен памятник героям Великой Отечественной войны.
В 2013 году открылся второй магазин.